# ディーコン・ジョン
ディーコン・ジョン (あるいはディーコン・ジョン・ムーア, Deacon John Moore, 1941年6月23日  - )は、アメリカ合衆国のブルース、R&B、ロックンロールのミュージシャン、シンガー、俳優、バンドリーダーである。本名はジョン・ムーア。バンドメンバーより「ディーコン(教会の聖職者、助祭の意)」とのニックネームを与えられた。本人は、ゴスペル・シンガーと間違われてギグをできなくなるのではと考え、当初この名前を気に入っていなかった。しかしながら、早い段階よりこの名前で知られるようになり、プロモーターの薦めもありこの名前をキープすることを決めた。以後彼はディーコン・ジョンとして活動をしている。

## 来歴
ディーコンはニューオーリンズ市のエイス・ワード(第8地区)で育った。楽器はギター。 ルイジアナ・クレオール語の学者、シビル・カイン(英語版)は彼の実兄。幼少期からのカトリック教徒である。
ディーコンは10代の頃からニューオーリンズのR&Bシーンで活動を開始し、1950年代後半から1960年代にかけてアラン・トゥーサン、アーマ・トーマス、リー・ドーシー、アーニー・ケイドーなど多くのヒット曲のレコーディングに参加するセッション・マンとなった。
ニューオーリンズの デュー・ドロップ・インにおける彼のバンド、ザ・アイヴォリーズのライヴは熱狂的なファンを獲得し、彼らが前座を務めた全米規模のスターの人気をさらうこともあった。地元では人気が高く、ミュージシャン仲間からも評価されていたものの、自己名義のヒット曲がなかったことから仲間のミュージシャンたちの数々が得たような全米規模の名声を得ることはなかった。
2000年には、ディーコンはルイジアナ・ブルース殿堂入りを果たしている。
彼はドキュメンタリー作品「Going Back to New Orleans: The Deacon John Film」、ならびにライヴCDとDVD『Deacon John’s Jump Blues』(2003年)にフィーチャーされている。
2006年現在、彼はニューオーリンズの音楽シーンにおいて人気アーティストとして活躍を続けている。2006年7月25日、ディーコンは米国音楽家連盟 (American Federation of Musicians)のニューオーリンズ支局の支局長に就任した。
2007年4月10日、ディーコンの息子、キースがニューオーリンズで42歳の若さで銃撃によって命を落とした。キースはアンビエント・ノイズ・アーティスト、ジャムボックス・ピラミッド、そしてパンク・バンド、マンチャイルドのメンバーとしてニューオーリンズでは知られた存在だった。またキースは2005年に地元プロデューサーのサー・スティーヴンと共同で実験的音楽のイベントNoizefestを立ち上げた。これはジャズフェスの代わりとなり得る新たな選択肢として企画されたものであった。
2008年1月、ディーコン・ジョンはルイジアナ州知事、ボビー・ジンダルの就任式の締めの演奏者に抜擢され、第156団陸軍バンドとともに海軍のジェット機が上空を飛行する下で「ゴッド・ブレス・アメリカ」を披露した。彼はその後、知事主催の就任舞踏会でもヘッドライナーを務めている。
2008年、ニューオーリンズ・センター・フォー・クリエイティヴ・アーツにおける式典とパフォーマンスの場において、ディーコン・ジョンはルイジアナ音楽の殿堂入りを果たした。

### 俳優として
ディーコンは1987年、ホラー映画『 エンゼル・ハート 』に出演し、俳優としての初体験をした。彼が次にスクリーンに再び登場したのは2013年、別のホラー映画『ラスト・エクソシズム2 悪魔の寵愛』へのカメオ出演だった。ディーコンはまた2010年のドラマ・シリーズ『トレメ/ニューオーリンズのキセキ』のいくつかのエピソードに出演している。

## ディスコグラフィー

### アルバム
- 1990年 『Singer of Song』　(Singer of Song)
- 1996年 『Live at the New Orleans Jazz & Heritage Festival 1994』 (Redbone)
- 2003年 『Deacon John's Jump Blues』　(Vetter Communications) ※CDとDVD

### シングル
- 1962年 「I Can't Wait / When I'm With You」 (Rip)[4]
- 1967年 「Haven't I Been Good To You / A Dollar Ninety Eight」 (Wand)
- 1970年 「Many Rivers To Cross / You Don't Know How (To Turn Me On)」 (Bell)[5]
- 2019年 「Crowded Shotgun House」 (Vetter Communications)[6]

## 映像作品出演
| 年     | 題名                                      | 役柄                                   | 備考s       |
| ------ | ----------------------------------------- | -------------------------------------- | ----------- |
| 1987年 | 『ラスト・エクソシズム2 悪魔の寵愛』      | Toots Sweet Bandのリード・ギタリスト役 |             |
| 2010年 | 『トレメ/ニューオーリンズのキセキ』 Treme | ダニー・ネルソン役                     | 3エピソード |
| 2013年 | 『エンゼル・ハート』                      | 年老いたブルースマン役                 |             |